# Avril (Meurthe e Mosella)
Avril è un comune francese di 929 abitanti situato nel dipartimento della Meurthe e Mosella nella regione del Grand Est.

## Società

### Evoluzione demografica
Abitanti censiti